# Habichtskraut-Steinbrech
Der Habichtskraut-Steinbrech (Saxifraga hieraciifolia Waldst. & Kit.), auch Habichtskrautblättriger Steinbrech genannt, ist eine Pflanzenart aus der Gattung Steinbrech (Saxifraga) innerhalb der Familie der Steinbrechgewächse (Saxifragaceae).

## Beschreibung

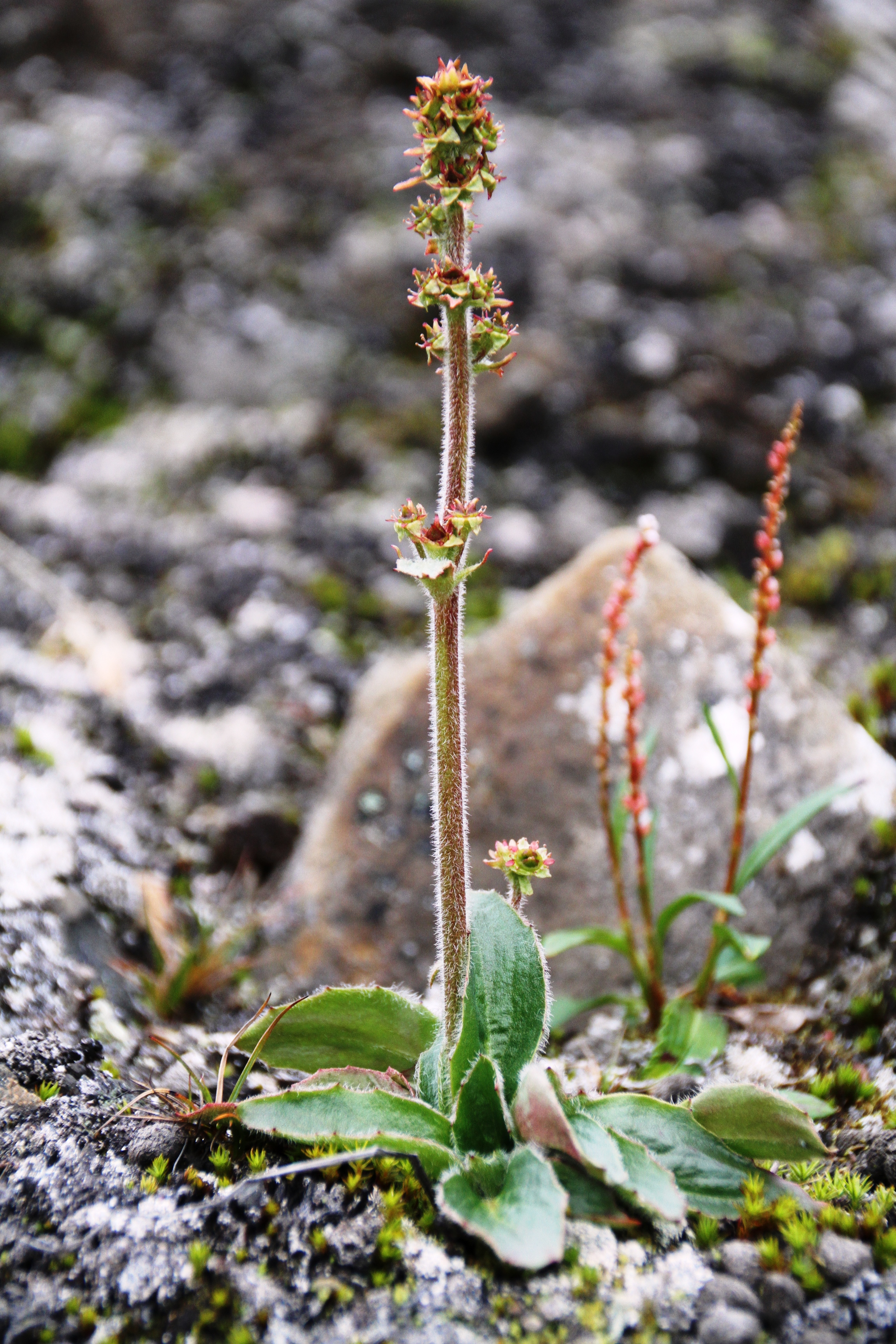
Habitus

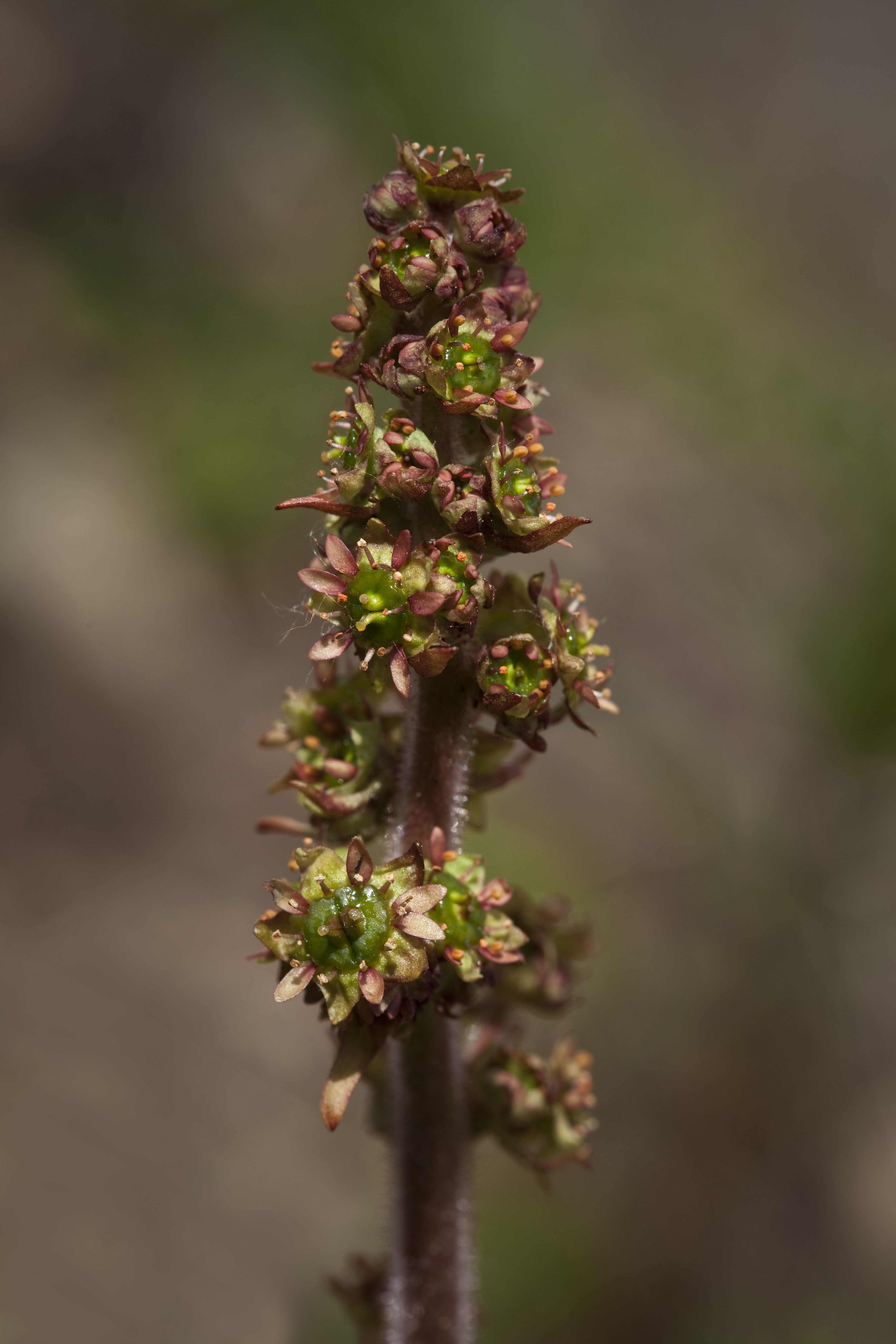
Blütenstand

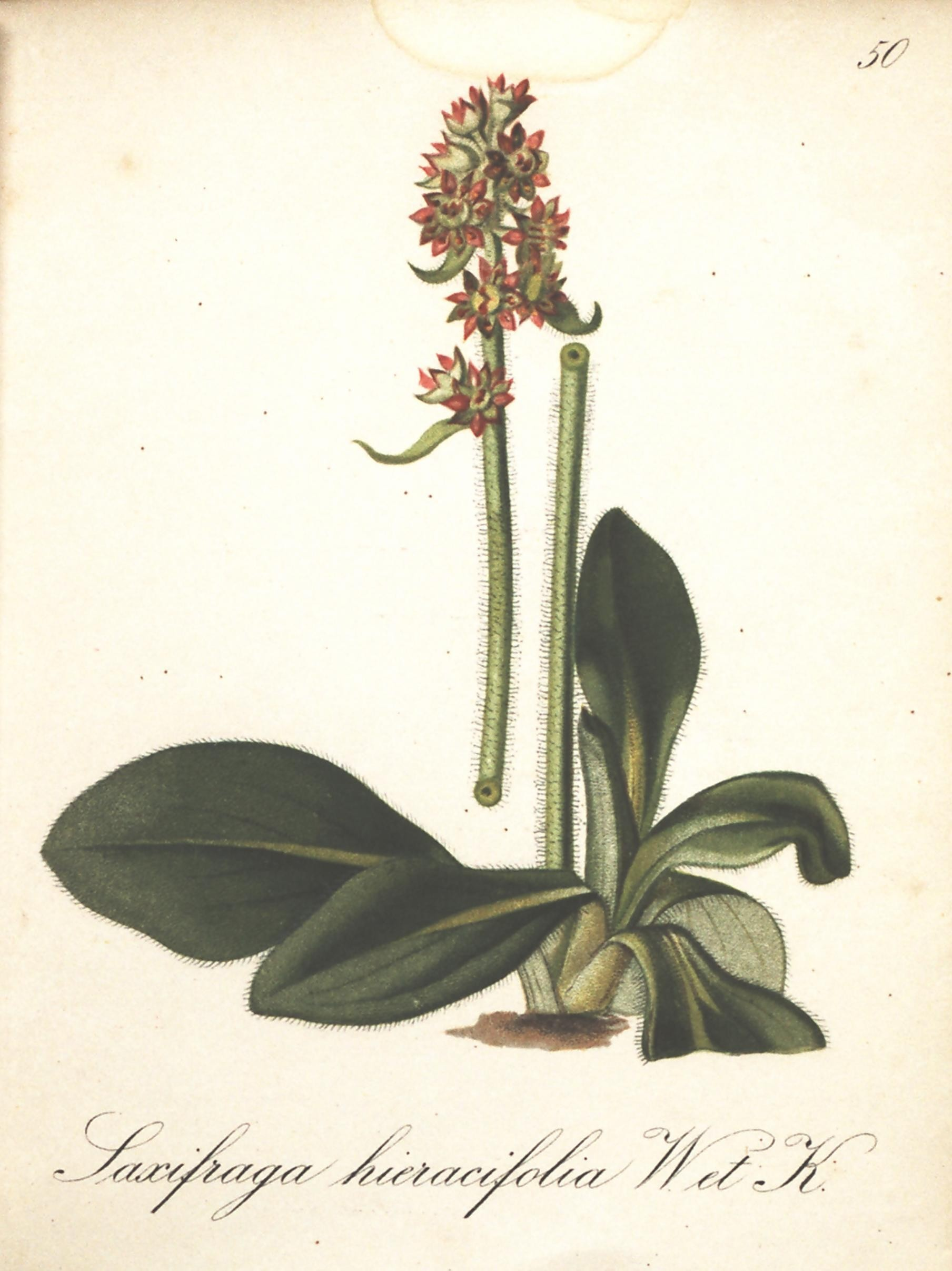
Illustration aus Die Alpenpflanzen nach der Natur gemalt, Tafel 50

### Vegetative Merkmale
Der Habichtskraut-Steinbrech ist eine ausdauernde, krautige Pflanze, die Wuchshöhen von 5 bis, meist 10 bis 50 Zentimetern erreicht. Es sind grundständige Blattrosetten vorhanden und es werden keine sterilen Seitensprosse gebildet.
Die grundständigen Laubblätter sind in Blattstiel und -spreite gegliedert. Der Blattstiel ist fast ebenso lang wie die Spreite oder kürzer. Die dicklich fleischigen Blattspreiten sind bei einer Länge von 2 bis 7 Zentimetern sowie einer Breite von 1 bis 4 Zentimetern eiförmig bis verkehrt-eiförmig mit spitzem oberen Ende und allmählich in den Blattstiel verschmälert; sie sind ganzrandig oder entfernt gezähnt und bis auf die Mittelrippe ohne deutlich erkennbare Nerven. Die Blattoberseite ist kahl, aber am bewimperten Rand und die -unterseite ist mehr oder weniger lang behaart.

### Generative Merkmale
Die Blütezeit reicht von Juli bis August. Der steife Blütenstandsschaft ist drüsig, weißlich, zottig behaart. Der scheinährig zusammengezogene, rispige Blütenstand besitzt gestauchte, kopfige Seitenäste. Die Blütenstiele sind fast fehlend oder höchstens so lang wie die Blüte und dicht drüsig-behaart. Es ist jeweils ein größeres Tragblatt vorhanden.
Die zwittrigen Blüten sind radiärsymmetrisch und fünfzählig mit doppelter Blütenhülle. Die fünf Kelchzipfel sind bei einer Länge von 1,3 bis 2 Millimetern dreieckig oder eiförmig, lang und bald nach der Anthese zurückgeschlagen. Die fünf kleinen Kronblätter sind verkehrt-eiförmig, etwa so lang wie die Kelchzipfel und grünlich oder trüb-purpurfarben. Die zehn kurzen Staubblätter sind etwa so lang wie der Kelch. Der zweiteilige Fruchtknoten ist (halb)oberständig und nur ganz am Grund kurz mit der Blütenröhre verbunden. Der Fruchtknoten ist breiter als lang und endet in zwei sehr kurzen, spreizenden Griffeln.
Die reife Kapselfrucht ist 3,5 bis 5 Millimeter lang. Die Samen sind 1 bis 1,3 Millimeter lang und braun.
Die Chromosomenzahl beträgt 2n = 55 bis 60, ca. 80, ca. 110, 112 und 120.

## Ökologie
Die Blüten sind geruchlos und proterogyn. Sie werden von Fliegen bestäubt. Daneben kommt auch Selbstbestäubung vor.

## Vorkommen
Der Habichtskraut-Steinbrech kommt hauptsächlich in der subarktischen Zone und in der subalpinen Höhenstufe der nördlichen Halbkugel vor. Er kommt als Glazialrelikt auch in der Auvergne, in den Ostalpen und in den Karpaten vor. In Österreich kommt er in der Steiermark (Lantscher Alpe in einer Höhenlage von 1800 bis 2400 Metern; Eisenhut; Hochwart; Schladming; Hochreichhart; Westgrat des Waldhorns; Hochschwung), in Kärnten und in Salzburg vor.
Der Habichtskraut-Steinbrech gedeiht in feuchten Gesteinsfluren und auf Felsen der alpinen Höhenstufe und der Krummholzstufe und meidet kalkhaltigen Untergrund.

## Taxonomie
Die Erstveröffentlichung erfolgte 1799 unter dem Namen Saxifraga hieraciifolia durch Franz Adam von Waldstein-Wartenberg und Pál Kitaibel in Species Plantarum, Tomus II, 1, Seite 641 oder erwähnt wird auch Descriptiones et Icones Plantarum Rariorum Hungariae, 1, 1802, Seite 17, Tafel 18. Diese Art wurde 1821 durch Adrian Hardy Haworth in Saxifragëarum enumeratio, Band 1, S. 45 als Micranthes hieraciifolia (Waldst. & Kit.) Haw. in die Gattung Micranthes gestellt.
Je nach Autor gibt es seit 2008 von Micranthes hieraciifolia zwei Unterarten:
- Micranthes hieraciifolia (Waldst. & Kit.) Haw. subsp. hieraciifolia[2]
- Micranthes hieraciifolia subsp. longifolia (Engl. & Irmsch.) Elven & D.F.Murray[2]